# Rihards Kozlovskis
Rihards Kozlovskis (ur. 26 maja 1969 w Rydze) – łotewski funkcjonariusz policji i służb specjalnych, prawnik oraz polityk, w latach 2011–2019 i od 2023 minister spraw wewnętrznych.

## Życiorys
W latach 1987–1993 studiował w Łotewskiej Akademii Wychowania Fizycznego, którą ukończył ze specjalnością nauczyciela wychowania fizycznego. W 2003 ukończył studia na Wydziale Prawa Uniwersytetu Łotwy w Rydze. Odbył krajowe i zagraniczne kursy w dziedzinie bezpieczeństwa i zarządzania.
Od stycznia do maja 1991 służył w randze młodszego inspektora w 1 Batalionie Policji Ministerstwa Spraw Wewnętrznych. Od 1991 do 1993 był inspektorem w służbie ochrony rządu, a od 1994 do 1996 starszym inspektorem w departamencie ochrony suwerenności ekonomicznej. W latach 1996–2005 pełnił funkcję zastępcy szefa policji bezpieczeństwa (Drošības policija) w stopniu podpułkownika. Od 2005 pracował w Ministerstwie Obrony jako doradca ministra oraz szef zespołu do spraw bezpieczeństwa szczytu NATO w Rydze z 2006. Od 2007 pracował jako prawnik w firmie BBF Consulting.
W październiku 2011 objął stanowisko ministra spraw wewnętrznych w rządzie Valdisa Dombrovskisa z rekomendacji Partia Reform Zatlersa. Zachował stanowisko w pierwszym gabinecie Laimdoty Straujumy, który rozpoczął urzędowanie w styczniu 2014. W wyborach w 2014 uzyskał mandat posła na Sejm XII kadencji z listy Jedności, pozostał następnie ministrem spraw wewnętrznych w powołanym w listopadzie 2014 drugim rządzie dotychczasowej premier. Stanowisko zachował również w utworzonym w lutym 2016 rządzie Mārisa Kučinskisa, kończąc urzędowanie w styczniu 2019. W tym samym roku objął ponownie mandat deputowanego, utrzymał go na kolejną kadencję w 2022.
We wrześniu 2023 powrócił na urząd ministra spraw wewnętrznych, wchodząc w skład nowo powołanego gabinetu Eviki Siliņi.